# Piotr Bochenek
Piotr Bochenek (ur. 15 lipca 1975 w Warszawie) – polski wioślarz, nauczyciel wf, trener, olimpijczyk z Sydney 2000. Absolwent warszawskiej AWF. Zawodnik warszawskich klubów - m.in. AZS-AWF Warszawa.

## Osiągnięcia
- 1997 – 15. miejsce na mistrzostwach świata w dwójce bez sternika
- 1998 – 1. miejsce w akademickich mistrzostwach świata w czwórce bez sternika
- 1998 – 11. miejsce w mistrzostwach świata w czwórce bez sternika
- 1998 – 9. miejsce w mistrzostwach świata w dwójce bez sternika
- 2000 – 1. miejsce w akademickich mistrzostwach świata w dwójce bez sternika
- 2000 – 10. miejsce na igrzyskach olimpijskich